# Léon Bosmans
Léonardus Léon Bosmans est un footballeur international belge, né le 16 mars 1944.

## Biographie
Léon Bosmans est gardien de but au K Saint-Trond VV lorsqu'en 1967 et 1968, il est convoqué à sept reprises en équipe de Belgique. Mais il ne jouera jamais pour la sélection nationale car la concurrence était vive à son poste où postulaient des personnalités telles que Jean Nicolay ou Jean-Marie Trappeniers.
Léon Bosmans a encore évolué de 1973 à 1975 au KSV Waregem.

## Palmarès
- 177 matchs en Division 1[3].